# Кини (фудбалер)
Енрике Кастро Гонзалез (шп. Enrique Castro González; Овиједо, 23. септембар 1949 — Хихон, 27. фебруар 2018) био је шпански фудбалер. Био је познатији по надимку Кини (шп. Quini).

## Каријера
Каријеру је почео у нижеразредном клубу ФК Енсидеса у којем је провео годину дана. После тога је дванаест година био члан Спортинга из Хихона. Лета 1980. године прешао је у Барселону где је провео четири године и два пута освојио шпански куп. Године 1984. вратио се у Спортинг где је играо до 1987. године када се пензионисао.
За репрезентацију Шпаније наступао је 35 пута и постигао осам голова. Играо је на два Светска и једном Европском првенству.

## Смрт
Кини је 27. фебруара 2018. године преминуо од последица срчаног удара на улици близу своје куће. Пролазници који су наишли на њега покушали су да му помогну, а онда су позвали хитну помоћ. Смрт је установљена недуго затим, пошто реанимација није успела.
Само дан након његове смрти, градско веће Хихона једногласно се сложило да стадион Спортинга преименује у Естадио Ел Молинон-Енрике Кастро "Кини" у његово сећање. Три месеца касније, након популарне иницијативе, капија број један на стадиону је преименована у част бившег голмана Спортинга Хесуса Кастра, млађег брата Кинија.